# Złocieniec (gemeente)
De gemeente Złocieniec maakt deel uit van powiat Drawski. Aangrenzende gemeenten:
- Czaplinek, Drawsko Pomorskie, Kalisz Pomorski, Ostrowice en Wierzchowo (powiat Drawski)
- Połczyn-Zdrój (powiat Świdwiński)

Zetel van de gemeente is in de stad Złocieniec.

De gemeente beslaat 11,0% van de totale oppervlakte van de powiat.
De gemeente ligt aan de samenvloeiing van de Drawa en de Vansow. Op de landtong tussen beide rivieren werd in 1250 door de Tempeliers een burcht opgericht die leidde tot het ontstaan van het stadje.

## Demografie
De gemeente heeft 26,9% van het aantal inwoners van de powiat.

## Plaatsen
- Złocieniec (Duits Falkenburg, stad sinds 1333)

Administratieve plaatsen (sołectwo) van de gemeente Złocieniec:
- Bobrowo (Dietersdorf)
- Cieszyno (Teschendorf)
- Darskowo (Friedrichsdorf)
- Kosobudy (Birkholz)
- Lubieszewo (Güntershagen)
- Rzęśnica (Grünberg)
- Stare Worowo (Alt Wuhrow)
- Stawno (Stöwen)
- Warniłęg (Warlang).

Zonder de status sołectwo : Uraz, Wąsosz, Zatonie.